# Persée, assisté par Minerve, pétrifie Phinée
Persée, assisté par Minerve, pétrifie Phinée est un tableau réalisé en 1718 par Jean-Marc Nattier et basé sur le mythe d'Andromède, Persée et Phinée raconté dans le cinquième livre des Métamorphoses d'Ovide, dont il suit fidèlement la narration.
Il est conservé au musée des Beaux-Arts de Tours.